# Oliarus atricollis
Oliarus atricollis är en insektsart som beskrevs av Van Stalle 1984. Oliarus atricollis ingår i släktet Oliarus och familjen kilstritar. Inga underarter finns listade i Catalogue of Life.